# Adult Education
Adult Education is een nummer van het Amerikaanse duo Hall & Oates. Leden Daryl Hall en John Oates schreven het nummer samen met Sara Allen, die op dat moment een relatie had met Hall. Hall & Oates namen samen met Bob Clearmountain de productie voor hun rekening. In februari 1984 werd het uitgebracht als losse single. Later verscheen het nummer op het compilatiealbum Rock 'n Soul Part 1.

## Achtergrond
De schrijverscredits van Adult Education gaan naar Hall, Oates en Allen, maar volgens Hall klopt dit niet. Oates zou alleen de eerste regel in het tweede couplet ("Doesn't rev your heart") hebben geschreven, terwijl volgens hem Allen helemaal niet heeft meegeschreven aan het nummer.
Het nummer gaat over een tienermeisje, wiens vriendinnen alleen maar geven om welke kleding ze draagt, terwijl de verteller in het nummer haar vertelt dat er een leven is na school. Hall vertelde in een interview hierover: "Dat liedje gaat over iets waar ik nog steeds in geloof: dat een van de grote problemen in de wereld is dat mensen nooit volwassen worden – hoe oud ze ook worden. En het lied herinnert ons eraan dat er leven is na de middelbare school. Dat er een andere manier is om naar de wereld te kijken, en dat die andere wereld een valse wereld en een betekenisloze wereld is."

## Hitnoteringen
Adult Education bereikte als hoogste notering de vierde plek van de Nederlandse Top 40. Hier bleef het twee weken staan voor het weer wegzakte en in totaal stond het negen weken in de Top 40. Ook in de Billboard Hot 100 in hun eigen Verenigde Staten en in Vlaanderen werd de top tien bereikt. Out of Touch, in de Verenigde Staten uitgebracht als B-kant van Adult Education bereikte de eerste plek van de Billboard Hot 100.

### Nederlandse Top 40
| Hitnotering: 17-03-1984 t/m 12-05-1984 | Hitnotering: 17-03-1984 t/m 12-05-1984 | Hitnotering: 17-03-1984 t/m 12-05-1984 | Hitnotering: 17-03-1984 t/m 12-05-1984 | Hitnotering: 17-03-1984 t/m 12-05-1984 | Hitnotering: 17-03-1984 t/m 12-05-1984 | Hitnotering: 17-03-1984 t/m 12-05-1984 | Hitnotering: 17-03-1984 t/m 12-05-1984 | Hitnotering: 17-03-1984 t/m 12-05-1984 | Hitnotering: 17-03-1984 t/m 12-05-1984 | Hitnotering: 17-03-1984 t/m 12-05-1984 |
| Week:                                  | 1                                      | 2                                      | 3                                      | 4                                      | 5                                      | 6                                      | 7                                      | 8                                      | 9                                      |                                        |
| -------------------------------------- | -------------------------------------- | -------------------------------------- | -------------------------------------- | -------------------------------------- | -------------------------------------- | -------------------------------------- | -------------------------------------- | -------------------------------------- | -------------------------------------- | -------------------------------------- |
| Positie:                               | 32                                     | 20                                     | 11                                     | 6                                      | 4                                      | 4                                      | 6                                      | 9                                      | 20                                     | uit                                    |